# 1992年冬季残疾人奥林匹克运动会捷克斯洛伐克代表团
1992年冬季残疾人奥林匹克运动会捷克斯洛伐克代表团是捷克斯洛伐克派出的1992年冬季残疾人奥林匹克运动会代表团。获得4枚银牌和2枚铜牌。